# 1467
Cette page concerne l'année 1467  du calendrier julien.
L'année 1467 est une année commune qui commence un jeudi.

## Événements
- Juillet : début de la guerre civile Ōnin no Ran au Japon (fin en 1477). Le shogun Yoshimasa Ashikaga est incapable d’arrêter la guerre dévastatrice de Ōnin qui oppose les grands daimyos. Incendie à Heian du palais de Muromachi (septembre). Le Japon est divisé[1].
- 10 novembre : défaite et mort du Kara Koyunlu Djihan Chah[2]. Il mène une expédition contre l’Ak Koyunlu Uzun Hasan qui se solde par un désastre. Le 10 novembre, Djihan Chah et ses fils sont tués, et l’héritier Hasan Ali (1467-1469), débile, préfèrera se donner la mort. Les Ak Koyunlu héritent de l'empire des Kara Koyunlu.

- Chine : répression d'une révolte Miao par les Ming au Guangxi[3].

### Europe
- 30 janvier : les armées hussites de Peter Aksamit (sk), conduites par Bratríci (sk), qui entraîne avec lui les serfs révoltés, parcourent la région de Košice (Slovaquie). Elles sont écrasés par Mathias Corvin à Kostoľany[4].

- 28 février : la république de Gênes acquiert Sarzana[5].

- 13 mars : première mention de la santa irmandade (fraternité) à Tuy. Début de la Gran Guerra Irmandiña, révoltes paysannes en Galice (1467-1469)[6].
- 29 mars, Pâques : à Kunwald, en Bohême orientale, l’Union des frères forme une Église indépendante avec quatre évêques[7]. Elle progresse malgré les persécutions au point d’atteindre peut-être 100 000 fidèles au début du XVIe siècle sous la protection de la famille des Liechtenstein. Elle se ralliera à la Réforme de Luther.

- Avril : Skanderbeg revient en Albanie après avoir demandé des fonds au pape et à Venise. Il bat une armée turque venue renforcer le général ottoman Balaban qui assiège Krujë. Skanderbeg lève le siège et Balaban est tué dans la bataille sous les murs de la ville[8].

- 5 juin : fondation de l'université de Bratislava en Slovaquie[9].
- 15 juin : Charles le Téméraire devient duc de Bourgogne (fin en 1477)[10]. Il règne sur la Bourgogne, la Franche-Comté et les Pays-Bas.
- Été : révolte des nobles hongrois de Transylvanie, qui élisent roi Janos Szentgyörgy. Mathias Corvin réprime le complot[11].
- 21 juillet : émeutes à Tolède contre les conversos et les Juifs. Le nouveau chrétien Fernando de la Torre et son frère sont capturés et pendus (23 juillet), et les conversos doivent se rendre[12]. Huit rues du centre commerçant de la ville sont réduites en cendres. Les rebelles réactualisent la Sentencia Estatuto de 1449 et comme le prétendant au trône Alphonse XII de Castille refuse d’entériner leurs actes, ils ouvrent la ville à Henri l’Impuissant.
- 25 juillet : Bataille indécise de la Riccardina ou de la Molinella près de Bologne, entre les forces des exilés florentins à Venise, conduites par Bartolomeo Colleoni, et celles de Florence, alliée à Bologne, Milan et Naples, conduites par le duc d'Urbin[13].
- 28 juillet : le sultan ottoman Mehmed II assiège pour la troisième fois Krujë, en Albanie sans parvenir à prendre la forteresse[8].
- Juillet :
  - Diète de Nuremberg : le pape Pie II propose aux princes d'Allemagne qu'ils fassent la guerre aux Turcs et à Georges de Bohême, qui refusent[14]. Réorganisation de la diète d'Empire en trois bancs (électeurs, princes et villes)[15].
  - La peste est signalée à Châlons-sur-Marne[16].
- Juillet-août : émeutes à Malines dans le duché de Brabant entre fermiers et marchands, matées par Charles le Téméraire.
- 20 août :
  - Seconde bataille d'Olmedo entre le roi Henri IV de Castille et les nobles rebelles qui sont battus[17].
  - Une paix publique est publiée pour cinq ans par l'empereur Frédéric III à Wiener Neustadt[14].
- 13 octobre : prise de Caen par les hommes de Charles de Berry[18]. Ligue des ducs de Bretagne, d'Alençon et de Berry et de Bourgogne contre Louis XI de France, qui est victorieux grâce à son armée permanente[19]. Il utilise également pour vaincre l’argent, la guérilla, la propagande et le soutien de l’opinion.
- 15 octobre : par lettres patentes signées à Paris, Louis XI attribue à Gaston IV, comte de Foix, le trésor de Villandraut confisqué à Antoine de Castelnau, sire du Lau, qui avait eu le tort, en 1465, de prendre le parti des adversaires du Roi lors de la Ligue du Bien public[20].
- 28 octobre : bataille de Brustem[10]. Charles le Téméraire écrase les Liégeois révoltés à Saint-Trond.

- 11 novembre : reddition de Liège[10]. Charles le Téméraire enlève à la ville ses privilèges.
- 12 novembre : entrée solennelle de Karl Knutsson à Stockholm. Rappelé en Suède par la famille des Tott, il redevient régent (fin en 1470)[21].
- 19 novembre : début de la campagne de Mathias Corvin contre Étienne III le Grand, prince de Moldavie[22].

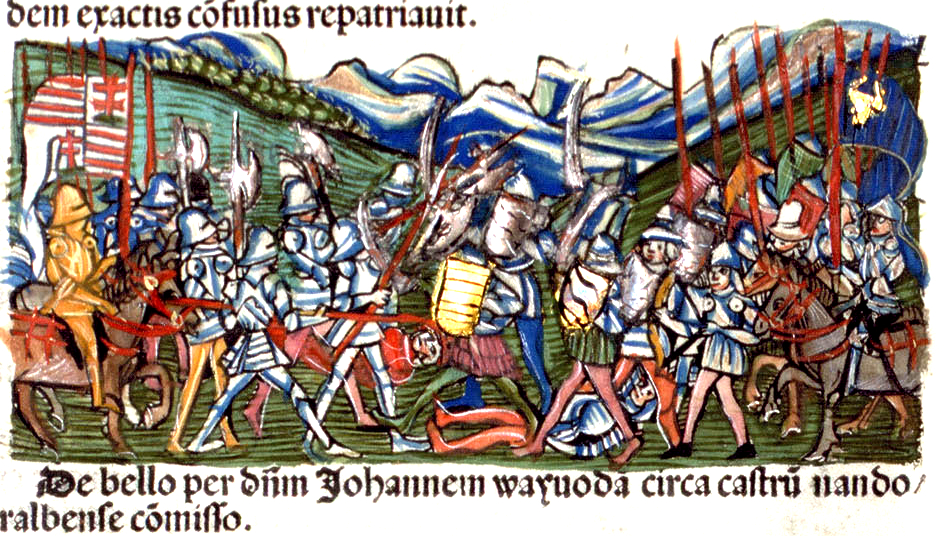
15 décembre : bataille de Baia.

- 15 décembre : Mathias Corvin est battu par la Moldavie à la Bataille de Baia[23]. Il s'accorde avec Étienne III le Grand, reprend la Moldavie et la Valachie aux Turcs. Il projette de rétablir Vlad l’Empaleur dans ses anciens fiefs d’Almaş et de Făgăraş mais se heurte à la révolte des Saxons de Transylvanie.

- Début du règne d'Ibrahim, khan de Kazan (fin en 1479)[24]. Le khanat de Kazan rassemble des peuples turcs (Tatars, Tchouvaches, Bachkirs) et finno-ougriens (Tchérémisses ou Marii, Mordves, Votyaks).

## Naissances en 1467
- 1er avril : Zygmunt I Stary, roi de Pologne et Grand-Duc de Lituanie († 1er avril 1548).

- Date précise inconnue :
- Pellegrino da San Daniele, peintre italien († 17 décembre 1547).

## Décès en 1467
- 15 juin : Philippe le Bon, duc de Bourgogne.